# Football Manager 2016
Football Manager 2016 (abreviado como FM16) es un simulador de gestión de fútbol con fecha de publicación en el año 2015 desarrollado por la compañía británica Sports Interactive y publicado por la empresa japonesa SEGA. Fue lanzado en la fecha 13 de noviembre de 2015. Corresponde a la undécima entrega de la franquicia Football Manager.
En esta entrega el videojugador personaliza la apariencia de su avatar el cual se encuentra presente en la línea de banda durante el desarrollo del partido, con esto el jugador puede customizar los movimientos de indicaciones como así también las celebraciones de éste. El videojuego cuenta con más de 2.000 animaciones para el desarrollo de los partidos. El jugador puede desarrollar más control sobre el factor de balón parado, esto conlleva a más variaciones de rutinas para el desarrollo de tácticas. El jugador se mantendrá informado en lo que ocurren en otras ligas de fútbol del mundo con su sistema de Mejores Jugadas.
El videojuego cuenta con un nuevo modo de juego en línea llamado Darft de Fantasía, en el que el videojugador puede enfrentarse a otros jugadores creando su propio equipo con la posibilidad de editar sus colores y nombre, en el cual participará en una miniliga con sus contrincantes, contando con un presupuesto base predeterminado.
Se ha actualizado el sistema estadístico, entregando mayor detalle de información además entregar una mayor base de datos sobre jugadores y equipo.
Se ha actualizado la Interfaz gráfica de usuario del videojuego.

## Sistema de juego
La presente entrega de la franquicia cuenta a disposición del jugador las ligas de 51 países, el jugador tiene la posibilidad de elegir las diferentes divisiones disponibles de estos países, como así también tiene la opción de solo elegir los países para ver sus ligas sin necesidad de interactuar con estas, dependiendo de la liga que elija el jugador las fechas de comienzo de temporadas serán diferentes, la base de datos puede ser personalizada por el jugador permitiéndole generar opciones más específicas. Existen opciones más avanzadas en donde el jugador puede interactuar con una base de datos ficticia, como así también los partidos pueden ser predeterminados aleatoriamente, además los presupuestos para fichajes pueden ser de acuerdo a las realidades de los clubes. El jugador tiene la opción de sólo jugar en equipos los cuales no tengan un mánager. El videojuego puede ser editado en el Editor de Datos en donde son cambiables las naciones, liga o competición.
El juego ofrece la creación de un perfil en donde se guardan datos requeridos los cuales serán utilizados por el juego como datos bibliográficos, puede crearse más de un perfil. Los progresos que realiza el jugador pueden ser publicados en las redes sociales: Twitch, Twitter, YouTube y Facebook. El jugador una vez hecho su perfil debe seleccionar un club donde dirigir, pudiendo utilizar la opción Elige un equipo por mí en donde se sugiere un equipo al azar para el jugador
El jugador en su rol de entrenador debe desempeñarse en relacionarse con la prensa deportiva como de sus jugadores, dependiendo de las decisiones que pueda tomar este, se producirán diferentes reacciones que pueden repercutir en la carrera de Mánager el jugador. El jugador debe realizar sus decisiones a través de los mensajes que aparecen en su Buzón con el objeto de progresar en el desarrollo de su carrera, como así también puede mantenerse enterado de lo que ocurren en otras partes del mundo. El jugador tiene la posibilidad de activar filtros a su buzón.

### Plantilla
El jugador puede observar la plantilla del equipo, pudiendo observar la situación contractual de cada uno de ellos, la capacidad de los jugadores es medido mediante estrellas, siendo el tope de 5 estrellas, en la pestaña Información General puede apreciarse la descripción de cada uno de los siguientes puntos:
- Información: avisa sobre la situación contractual del jugador con el club y los seguimientos, los ánimos de éste, como así si este es un jugador que ha sido citado a partidos internacionales por su país.
- Nombre: Nombre y Apellido del jugador o su Apodo en el respectivo caso.
- Posición: Posición donde se desempeña en el campo de juego.
- Nacionalidad: Nacionalidad deportiva del jugador.
- Altura: Altura del jugador medida en centímetros.
- Peso: Peso del jugador medidos en kilogramos.
- Edad
- Valor: Valor de mercado del jugador, dependiendo la divisa en que utilice el jugador será el valor mostrado.
- Moral: Se da a conocer la moral de cada jugador.
- Condición física: Muestra la condición física del jugador durante su último partido
- Puntuación media: Valora la puntuación media de los últimos 5 partidos

El jugador puede añadir filtros a los datos expuestos en la plantilla. Además se puede realizar durante el trascurso de la temporada reuniones con la plantilla cuando lo solicite el cuerpo técnico, en donde el jugador puede dar a comunicar a su plantilla tácticas como mensajes que afectarán la moral del equipo. Existe la opción Todos los jugadores las cual permite dar a conocer a todos los jugadores con vinculación al club.
La opción Programa permite ver los acontecimientos en las fechas, en la opción Calendario permite observar los encuentros que se presentarán durante las diferentes fechas, detallándose cuál es el tipo de partido, si es de local o visita, las bajas que se presentan para el partida. En la pestaña de Eventos se puede ver la lista de sucesos más destacado en fechas de calendario los cuales el jugador debe tomar decisiones.
La pestaña de competiciones permite ver todas las competiciones en las que está participando el club.
El jugador puede ver la situación de las divisiones menores del club, las cuales aparecen jugadores menores a 21 años quienes poseen contratos como juveniles. El jugador puede observar su evolución y escogerlos para formarlos en la plantilla mayor.
En la pestaña Tácticas se puede designar el comportamiento de los jugadores durante los encuentros.
La opción Informe del equipo entrega información estadística detallada sobre el club que dirige el jugador, pudiéndose comparar datos con otros clubes. Existe la opción Empleados, en la que es posible ver los empleados que tiene el club.

### Entrenamiento
Tiene por objetivo mejorar las capacidades de los jugadores de las plantillas: dependiendo d las decisiones de este, se mejorarán los aspectos técnicos que poseen los jugadores. El entrenamiento puede ser en específico para un jugador, como así también para toda la plantilla. Existen aspectos, como la intensidad del entrenamiento, que pueden tener repercusiones en el desarrollo de un jugador. Los aspectos mejorables para los jugadores son los siguientes:
- Fuerza
- Aeróbica
- Paradas
- Blocaje
- Tácticas
- Defensa
- Control
- Ofensiva
- Disparos

El videojuego ofrece la posibilidad de contratar jugadores, en la opción Ojeo, en esta el usuario tiene la posibilidad de contratar jugadores, existirán diversos factores en el proceso de contratación que influirán la contratación de estos, los empleados del club ayudan con la labor de desvelar alguno de los atributos de aquellos jugadores que se han elegido. Los factores como el presupuesto y la reputación del club influirán en el éxito de la contratación. En el mercado de traspasos es posible designar el tipo de fichaje que se desea, ya sea una compra del jugador de interés o la cesión de este. 

### Modo multijugador
El videojuego cuenta con la opción de realizar partidas con interacción de más de un jugador, las opciones de juego son las siguientes:
- Modo por turnos: Varios jugadores se enfrentan en una sola partida, pudiéndose registrar más de un jugador, en la cual los mánager se turnan la partida mediante las acciones hechas por un día.

- Juego en Línea: Los jugadores tienen la posibilidad de enfrentarse en partidas en línea, realizadas en los servidores de Steam.

## Desarrollo
En septiembre de 2015 se anuncia la salida del videojuego al mercado con fecha de 13 de noviembre de este año, además se anuncia que para antes de Navidad de dicho año se lanzaría la versión en dispositivos móviles del videojuego llamada Football Manager Touch 2016 y Football Manager Mobile 2016, el cual tienen el modo clásico de este y que estos permiten grabar partidas que se han podido jugar en los distintos dispositivos disponibles de juego. Se anunció los modos de juego Fantasy Darft y Create-a-club, como así la posibilidad de personalizar un avatar propio para el jugador.
El miércoles 28 de octubre de 2015 se anuncia la Beta del videojuego, el cual incluye la posibilidad de jugar partidas en línea, además de contar con el Modo Carrera. El día 12 de noviembre de dicho año se lanza la demo del videojuego con distribución en la plataforma steam. El videojuego se puso a disposición de preventa el mismo día.
El miércoles 16 de diciembre de 2015 se lanza la mejora actualizada del videojuego, siendo la versión 16.2.0. El día viernes 4 de marzo de 2016 se lanza la mejora del videojuego 16.3.0 con cambios en la base de datos de este, por motivos de las transferencias de temporada correspondientes al año.

### Producción

#### Sports Interactive
| SPORTS INTERACTIVE                   | SPORTS INTERACTIVE    | SPORTS INTERACTIVE    | SPORTS INTERACTIVE  | SPORTS INTERACTIVE    | SPORTS INTERACTIVE  | SPORTS INTERACTIVE       | SPORTS INTERACTIVE  | SPORTS INTERACTIVE       | SPORTS INTERACTIVE      |
| ------------------------------------ | --------------------- | --------------------- | ------------------- | --------------------- | ------------------- | ------------------------ | ------------------- | ------------------------ | ----------------------- |
| Martin Allen                         | Jesper Andersson      | Grant Appleyard       | Aaron Armstrong     | Nicolas Audren        | Alex Bell           | Davide Bertoletti        | David Bonney        | Stephanie Bow            | Ciaran Brennan          |
| Kevin Brennan                        | Neil Brock            | Robson Brown          | Michael Burling     | James Capstick        | Henry Charnock      | Max Clayton-Robb         | Stu Coleman         | Oliver Collyer           | Paul Collyer            |
| Rob Cooper                           | David Crammond        | Joshua Crompton       | Marlon Davidson     | Stephen Davidson      | Tom Davidson        | Jack Deal                | Neil Dejyothin      | Paul Dejyothin           | Pete Dewhirst           |
| Nicolas d’Offay                      | Miguel del Pozo       | Navdeep Dhanjal       | Marc Duffy          | Tony Fallows          | Antony Farley       | David Mariscal Fernández | Keith Flannery      | Phillip Foose Ross Ewing | Vasil Georgiev          |
| Alan Granger                         | Bardi Golriz          | Dean Gripton          | Nick Habershon      | Lee Harris            | Paul Hecker         | Carey Hickling           | Craig Hunter        | James Huxtable           | Miles Jacobson          |
| Richard Jones                        | Graeme Kelly          | Olly Kenney           | Ben Kenney          | Jamie King            | Svein E Kvernoey    | Ed Lambert               | Tom Laskowski       | Roger López              | Tom Markham             |
| Pablo Marquez                        | Riccardo Marson       | Adam Mingay           | Max Morris          | Jon Murphy            | Alex Nasser         | Alari Naylor             | Sean Neill          | Mark Nutt                | Michael O’Connor        |
| Eoin O’Reilly                        | Ronnie Ochero         | Eneko Osia            | Okwaeze Otusi       | Dave Owens            | Sergey Pereslavtsev | Luigi Pomili             | Mark Prince         | Tom Proctor              | David Ramsden           |
| Niall Redmond                        | Risto Remes           | Chris Rice            | Philip Rolfe        | John Schofield        | Richard Sherriff    | David Siddall            | Alex Sloane         | Mark Smith               | Martin Smith            |
| David Soley                          | Pete Sottrel          | Jean Sunwoo           | Alberto Tenconi     | James Thomas          | Simon Tipple        | Kevin Turner             | Marc Vaughan        | Stijn Vervaet            | Glenn Wakeford          |
| Stuart Warren                        | Lucas Weatherby       | Andrew Willmott       | Mark Woodger        | Fei Yang              | Nico Zink           |                          |                     |                          |                         |
| SPORTS INTERACTIVE QUALITY ASSURANCE |                       |                       |                     |                       |                     |                          |                     |                          |                         |
| Ben Allingham                        | Chris Bennett         | Josh Brimacombe-Wiard | Archie Buck         | Nathan Burns          | Josh Castle         | Julius Flusfeder         | Alistair Gempf      | Oliver Gillard           | Duncan Greenwood        |
| Kevin Griffiths                      | Alex Hall             | Will Hamilton         | Ed Hewison          | Jack Joyce            | Billy Kingsmill     | Jack Livingstone         | Nicholas Madden     | Daniel Marshall          | Jack Masterson          |
| Stefan Matykiewicz                   | Thomas Miles          | Benjamin Miquet       | David O’Leary       | Abolade Olusanya      | Daniel Ormsby       | Alex Pitt                | Luke Rumble         | Freddie Sands            | Calum Steel             |
| David Tuck                           | Luke Warrington       | Sebastian Wassell     | Daniel Wells        | Cyrus Yeganeh         |                     |                          |                     |                          |                         |
| SEGA Europe Limited                  |                       |                       |                     |                       |                     |                          |                     |                          |                         |
| Alison Gould                         | Anh Luong             | Anna Downing          | Arnoud Tempelaere   | Ben Howell            | Ben Walker          | Bobby Wertheim           | Charlotte Cook      | Chris Bailey             | Daniel Finegold         |
| Elliot Kidner                        | Ilan Pdahtzur         | Jacob Nixon           | James Gourlay       | James Kent            | James Schall        | Jarvis Crofts            | Jeff Webber         | Jim Dyer                 | John Clark              |
| John Rooke                           | John Ward             | John White            | Jurgen Post         | Lewis Herbert         | Lola Okuboyejo      | Mark Le Breton           | Marta Camilo        | Natalie Cooke            | Nick Mckenzie           |
| Nicky Ormrod                         | Nivine Emeran         | Pedro González        | Pete Oliver         | Ranjan Vekaria        | Samra Halli         | Sarah Head               | Scott Bone          | Sean Gallagher           | Simon Inch              |
| Tim Breach                           | Una Marzorati         | Aaron Witchlow        | Aday Fleitas        | Alan Desole           | Alessandro Irranca  | Alexandre Morais         | Akis Kaimakliotis   | Alkim Kiziltug           | Anaïs Maniaval          |
| Andrew Sparks                        | Antonio Matrone       | Ashar Dubois          | Ashley Beeharry     | Ben Howell            | Ben Hudson          | Ben Jackson              | Benjamin Bevan      | Benjamin Lyons           | Bjørn-Rune Hanssen      |
| Can Çatan                            | Carlos Graver         | Chiara Canu           | Chris Bien          | Chris Geiles          | Chris De Zylva      | Christopher Barham       | Curtis Pace         | Daniele Bottone          | Danny Florey            |
| Davide Manganelli                    | Dumitru Garofil       | Dwayne Husbands       | Firas Al Sekran     | Francesco Fraullo     | Gabriel Casas       | Gabriel Daher            | George Mindkikkis   | Ghulam Khan              | Giulia Checchi          |
| Giuseppe Rosa                        | Gregory Berger        | Gwladys Gaye          | Ioannis Maniatis    | Ireneusz Golkowski    | Jack Howarth        | Jake Whitby              | Jalal Mohammed      | James Butterworth        | James Hovell            |
| Jason Chu Chung Kee                  | Jason Holness         | Jasper Engels         | Jehmeil Lemonius    | Jesús Álvarez Sánchez | Jim Woods           | Joao Grisantes           | Jon Haaland         | Joshua Andrews           | Juan Ortega             |
| Julie Metior                         | Kenneth Pedersen Krey | Konstantinos Ntaflos  | Lars Magnusson      | Laurence Hart         | Lawrence Williams   | Lewis Rowe               | Luis J. Paredes     | Luis Rodrigues           | Luke Nelson             |
| Marco Valente                        | Marius-Florin Popa    | Mark Le Breton        | Marta Lois González | Martin Connor         | Martin Hýža         | Matthew Gibson           | Mike Veness         | Nathan Parkinson         | Osonobruwetega Enajekpo |
| Pedro L. Ortega                      | Peter Christiansen    | Petr Posolda          | Pola Stawiany       | Ramzi Subrati         | Rickard Liwendahl   | Rita Ferreira            | Robert Kaczmarek    | Rubens Cunha             | Russel Edney            |
| Sebastián Pérez Salguero             | Sebastien Kernst      | Shaun Young           | Softclub            | Stephen Edwards       | Ted Boeijink        | Teressa Wright           | Thomas Harpenslager | Tom Lawrence             | Tony Langan             |
| Vasco Prazeres                       | Dave Pither           |                       |                     |                       |                     |                          |                     |                          |                         |

#### Investigación y traducción
| Lugar             | Investigador                                                   |
| ----------------- | -------------------------------------------------------------- |
| África            | Louis Platt                                                    |
| Alemania          | Daniel Bochmann                                                |
| Argentina         | Facundo Delgado                                                |
| Asia              | HKFM Research Team                                             |
| Australia         | Brendan Woods                                                  |
| Austria           | Wolfgang Gasparik                                              |
| Bielorrusia       | Roman Oleshko                                                  |
| Bélgica           | ET Productions                                                 |
| Brasil            | Paulo Freitas                                                  |
| Bulgaria          | Hristo Panev                                                   |
| Chile             | Marcelo Melnick                                                |
| China             | HKFM Research Team                                             |
| Colombia          | Daniel Dionisi                                                 |
| Croacia           | Anthony Gulin                                                  |
| República Checa   | Tony Grasser                                                   |
| Estados Unidos    | Al Clark and Tristan Oberle                                    |
| Dinamarca         | Søren Nørbæk                                                   |
| Ligas no inglesas | Jake Laskowski, Patrick Southam, Simon Tipple and Brian Wright |
| Inglaterra        | Pete Sottrel and Dean Gripton                                  |
| Finlandia         | Vesa Rautio                                                    |
| Francia           | Gwenaël Germain, Benjamin Miquet and Stéphane Cuillat          |
| Grecia            | Periklis Triantafyllis                                         |
| Holanda           | Jeroen Thyssen                                                 |
| Hong Kong         | HKFM Research Team                                             |
| Hungría           | Attlia Holló                                                   |
| Islandia          | Andri Thorvaldsson                                             |
| India             | Abhishek Gujral                                                |
| Indonesia         | Gatot Eriono                                                   |
| Irlanda           | Mark Hill                                                      |
| Israel            | Amir Naveh                                                     |
| Italia            | Alberto Scotta                                                 |
| Japón             | HKFM Research Team                                             |
| Malasia           | HKFM Research Team                                             |
| México            | Luis Herrera                                                   |
| Irlanda del Norte | Mark Hill                                                      |
| Noruega           | Kristian Råsberg                                               |
| Perú              | Giancarlo Salazar                                              |
| Polonia           | Mateusz Gietz                                                  |
| Portugal          | José Guilherme Chieira, Bruno Luís y Carlos Bessa              |
| Rumania           | Mihai Andries                                                  |
| Rusia             | Sergey Ilinskiy                                                |
| Escocia           | Stuart Milne                                                   |
| Serbia            | Dušan Stamenkovic                                              |
| Singapur          | HKFM Research Team                                             |
| Eslovaquia        | Peter Kucharik                                                 |
| Eslovenia         | Dušan Stamenkovic                                              |
| Sudáfrica         | Rob Delport                                                    |
| Corea del Sur     | Philip Sung                                                    |
| España            | Honorino Zamora Cabrerizo y David Franco                       |
| Suecia            | Per Antonsson                                                  |
| Suiza             | Gino Campolo                                                   |
| Turquía           | Mustafa Budak, Mehmed Burak Kural y Mehmet Ö. Pamukçu          |
| Ucrania           | Andrey Kravtchenko                                             |
| Uruguay           | Kaniko Ramone y Dr. Carlos Enrique                             |

## Requisitos
La página oficial del videojuego entrega los requisitos necesarios que debe poseer el sistema para poder operarlo.
| Sistema Operativo                       | Procesador                                    | Gráficos                                                                                                 | Memoria                |
| --------------------------------------- | --------------------------------------------- | --- | ---------------------- |
| Microsoft Windows (Vista, 7, 8, 10)     | Intel Pentium 4 Intel Core AMD Athlon 2.2GHz+ | NVidia GeForce FX 5900 Ultra ATI Radeon 9800 Pro Intel GMA X3100 256MB VRAM Compatible con Direct X 9.0c | 2GB RAM 3GB disco duro |
| Mac OS X 10.7, 10.8, 10.9, 10.10, 10.11 | Intel Core 1.8GHz+                            | NVidia GeForce 7300 GT ATI Radeon X1600 Pro Intel GMA X3100 256MB VRAM Compatible con OpenGL 2.0         | 2GB RAM 3GB disco duro |
| Ubuntu 12.04 LTS Linux                  | Intel Pentium 4 Intel Core AMD Athlon 1.8GHz+ | NVidia GeForce 7300 GT ATI Radeon HD 2400 Pro Intel HD 3000/4000 256MB VRAM Compatible con OpenGL 2.0    | 2GB RAM 3GB disco duro |

## Recepción

### Crítica
El editor Jhonny Singer del periódico Daily Mail, escribió una reseña sobre el título, en ella se refiere a que el videojuego es básicamente una actualización de su predecesor. En el título de la misma comenta que el título ofrece pocas novedades dentro de la franquicia, en esta se comenta la opción de editar un avatar de mánager calificándola de "Horrible": otro de los puntos en que pone énfasis corresponde a su apartado gráfico, que considera es uno de los "puntos débiles" del juego.
El editor George Osborn del periódico The Guardian destaca la interfaz del juego haciendo que los jugadores más casuales puedan desenvolverse en el simulador. Los cambios en la navegación en los menús como el de Tácticas. La reseña considera que los cambios cosméticos en el título lo hacen más divertido que sus predecesores.
El editor Tom Hoggins del diario británico Telegraph realizó una reseña sobre el simulador, destacando su interfaz, siendo para éste simplista haciendo mejor éste desde el aspecto de encontrar información que puede ser importante para el jugador. En la reseña además se habla de la mecánica del videojuego, diciéndose que con las animaciones de los jugadores se ve menos errático.
Peter Parrish del medio PC Invation realizó una reseña del videojuego destacando lo divertido de la opción nueva de creación de personaje, considerándola «hilarante»: además realizó comentarios sobre la mecánica del juego, considerándola «rara pero tolerable». Se resume el análisis como una edición de la franquicia «sólida y fiable», aunque con algunas carencias que son típicas de esta.
El medio digitaldownloaded.net publicó una reseña en la que destaca lo intuitivo que resultan los menús.
La página web God is a Geek confeccionó una reseña del título, en donde su balance de ésta dio como aspectos positivos su "interface limpia", Su modo de opción 3D ayuda a determinar acciones tácticas durante el desarrollo del partido además de ser mejor que entregas anteriores en muchos aspectos, por otro lado los aspectos negativos son con respecto a lo superfluo que pueden resultar en ocasiones las conferencias de prensa, su diseño de mánager es considerado "Pésimo" además de que las estadísticas entregadas por PROzone no siempre resultan útiles.

### Ventas
El medio The Market of Computer and Videogames público en su sitio web la noticia sobre los resultados de venta de su primera semana de lanzamiento del videojuego, en donde en Reino Unido vendió 110.000 copias tanto digitales como en formato físico. Donde el 82% de estos fueron en formato digital.
| Ventas de Football Manager 2016 | Ventas de Football Manager 2016 | Ventas de Football Manager 2016 |
| Fecha                           | Volumen                         | Ref.                            |
| ------------------------------- | ------------------------------- | ------------------------------- |
| 14 de noviembre de 2015         | 11.221                          | [ 40 ]                          |
| 21 de noviembre de 2015         | 7.502                           | [ 40 ]                          |
| 28 de noviembre de 2015         | 31.867                          | [ 40 ]                          |
| 5 de diciembre de 2015          | 23.035                          | [ 40 ]                          |
| 12 de diciembre de 2015         | 31.494                          | [ 40 ]                          |
| 19 de diciembre de 2015         | 29.875                          | [ 40 ]                          |
| 26 de diciembre de 2015         | 30.811                          | [ 40 ]                          |
| 2 de enero de 2016              | 22.355                          | [ 40 ]                          |
| 9 de enero de 2016              | 12.348                          | [ 40 ]                          |
| 16 de enero de 2016             | 4.368                           | [ 40 ]                          |